# Sanguinetto
Sanguinetto (Sanguiné in veneto) è un comune italiano di 4 238 abitanti della provincia di Verona in Veneto.

## Geografia fisica
Sanguinetto è posto nel sud della provincia di Verona, nella Bassa Veronese, quasi al confine con la Lombardia (provincia di Mantova) e poco distante dalla provincia di Rovigo.
Dista circa 40 km da Verona, mentre le città di riferimento più vicine sono la confinante Cerea (5 km) e Legnago (12 km).

## Origini del nome
È incerta la derivazione del nome: forse dalle sanguinose battaglie per la conquista del territorio, strategicamente importante, che si sono succedute nei secoli, molto più probabilmente da una varietà della pianta Cornus sanguinea, detta volgarmente sanguinello (arbusto caducifoglio che produce bacche rosse). Il toponimo risulta documentato già in un documento del 930, come testimonia lo studioso Giovanni Rapelli di Verona.

## Storia
Nel XIV secolo, per volere degli Scaligeri, viene costruito il castello: verrà negli anni più volte saccheggiato.
Sanguinetto venne devastata dai Mantovani intorno all'anno 1232, divenne feudo della Serenissima, fu conquistata dai Ferraresi nel 1483, nel 1509 dagli Imperialisti, nel 1511 saccheggiata dai Francesi. Nel XVI secolo divenne feudo delle famiglie Lion e Martinengo.

### Storia del feudo
L'investitura feudale viene concessa il 6 marzo 1377 dai giovani Bartolomeo II e Antonio della Scala all'uomo d'arme Jacopo Dal Verme per meriti militari e riguarda il territorio ed il castello di Sanguinetto oltre ad una serie di terreni e borgate circostanti, dette ville.
Nel 1381 Jacopo lascia gli Scaligeri e passa con i Visconti, vedendosi confermate le donazioni dall'imperatore Venceslao. Passa poi, nei primi anni del Quattrocento, con la Repubblica di Venezia.
Il 2 ottobre 1416 i figli di Jacopo (tra cui Luigi Dal Verme) morto anni prima si vedono confermare il possesso del feudo da parte dell'imperatore Sigismondo.
Il 7 aprile 1432 Luigi Dal Verme si stacca da Venezia ed ottiene da Sigismondo la conferma dei diritti sul feudo e la nomina a Conte di Sanguinetto, con i territori di Asparetto, Casaleone e Sustinenza, Maccacari e Correzzo di Gazzo Veronese, Campalano di Nogara, Castagnaro, Villa d'Adige, Carpi d'Adige e Spinimbecco di Villa Bartolomea, Cogosso e Nitasio, Trevenzuolo, Isola della Scala, San Pietro di Morubio, Nogarole Rocca, Mozzecane, San Zeno di Montagna, Caprino Veronese, Boschi Sant'Anna. Ciononostante nel 1437 Venezia confisca tutti i possedimenti: le varie ville vengono vendute all'incanto, mentre Sanguinetto viene tenuta dai veneziani fino al 1451, quando territorio e castello vengono concessi a Gentile di Leonessa, mentre ai Dal Verme la possibilità di trasmettere il titolo comitale agli eredi.
Nel 1453, con un testamento, Gentile destina il feudo al nipote Giovanni Antonio, figlio della sorella e di Erasmo Da Narni, detto il Gattamelata.
Alla morte di Giovanni Antonio (1457) il feudo finisce a Francesco Lion di Padova, ad Alessandro Venier di Venezia e a Leonardo Martinengo di Brescia, mariti delle tre figlie naturali di Gentile.
Il feudo, diviso in carati, subirà poi nel tempo una lunga serie di suddivisioni.

### Simboli
Lo stemma e il gonfalone sono stati concessi con decreto del presidente della Repubblica del 28 gennaio 1972.
Il gonfalone è un drappo di azzurro.

## Monumenti e luoghi d'interesse

### Architetture religiose

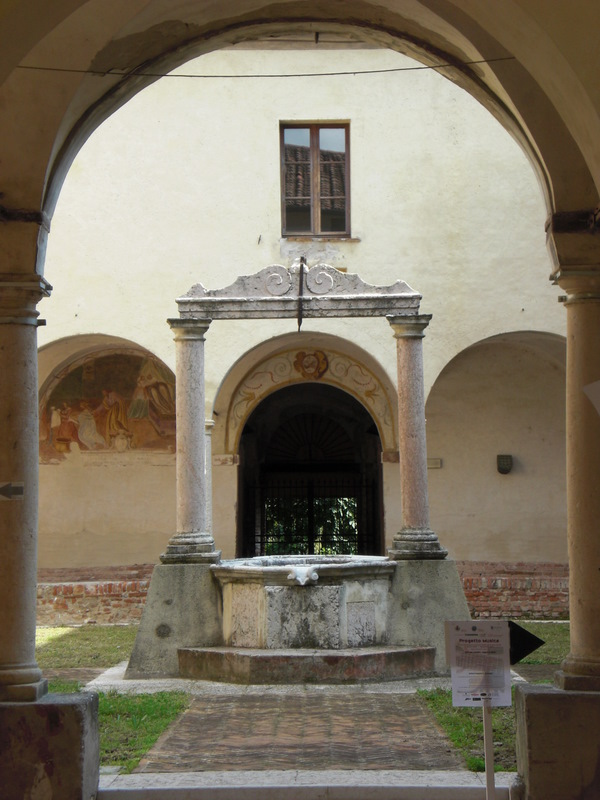
Interno dell'ex-convento di S. Maria delle Grazie

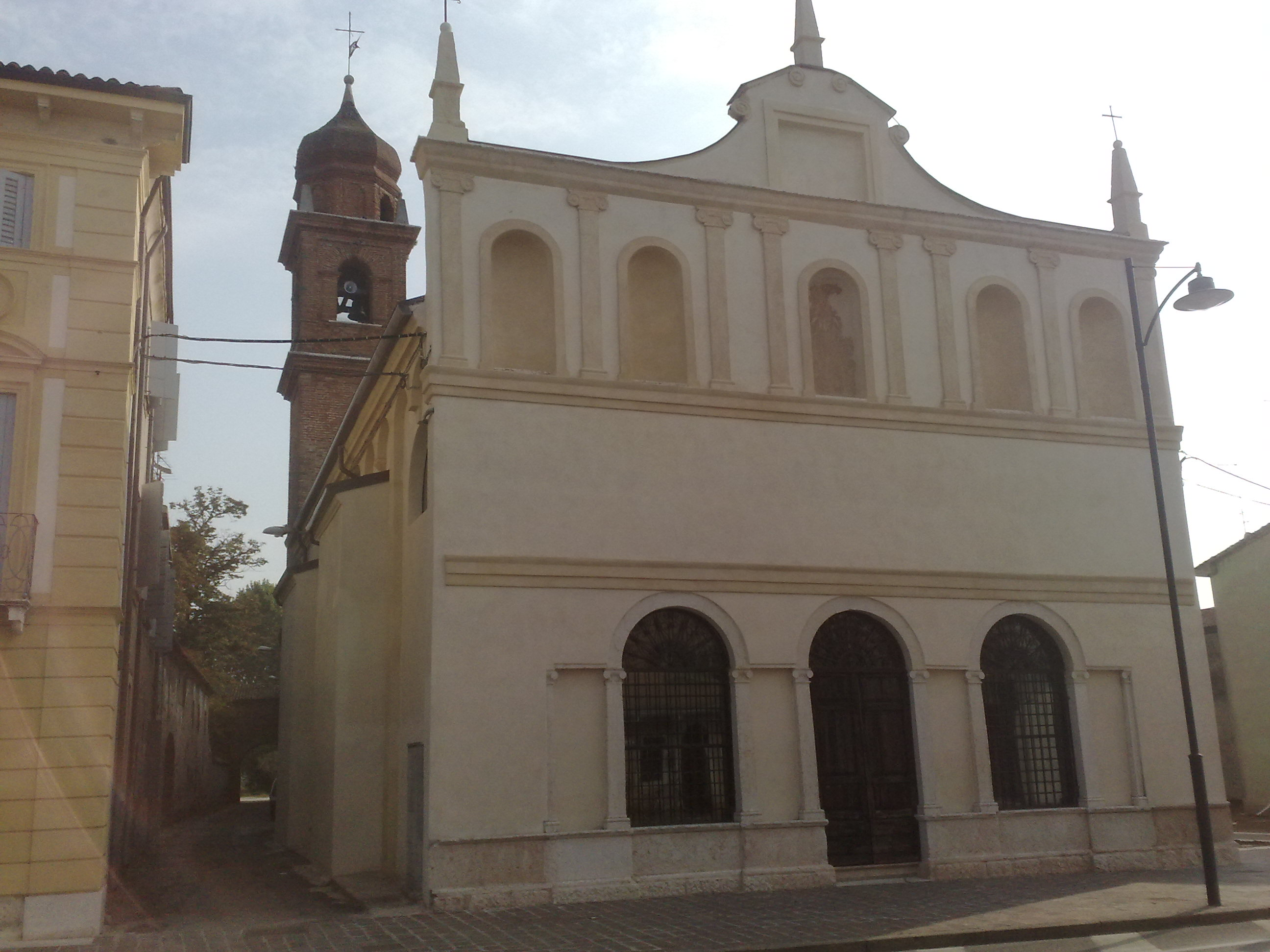
Chiesa di S. Maria delle Grazie

- Chiesa Convento di S. Maria delle Grazie - XVII secolo

Risalgono al Seicento la chiesa e il convento di S. Maria delle Grazie soppresso nel 1769 in seguito ad una legge del Senato Veneto che cercava di ridurre il potere degli ordini ecclesiastici sul territorio. Il convento è stato completamente restaurato negli anni 2007-2008 con l'allestimento di sale museali e civiche.
- Chiesa della Rotonda - XVIII secolo

Nel 1747 fu edificato l'oratorio delle Tre Vie o chiesa della Rotonda costruito su disegno dell'architetto Alessandro Pompei, su committenza del conte Lion. Al Pompei si devono, nella zona della bassa veronese, alcune opere come Villa Giuliari a Settimo di Gallese (vicino a Buttapietra in provincia di Verona), Villa Pindemonte a Vo' (Isola della Scala in provincia di Verona).
È dedicata al Santo nome di Maria e l'11 luglio di ogni anno, in onore a una tradizione che vede nella protettrice della chiesa una fautrice di un miracoloso evento – la fine di una terribile peste –, si celebrano le tradizionali 11 messe, tutte in un solo giorno.

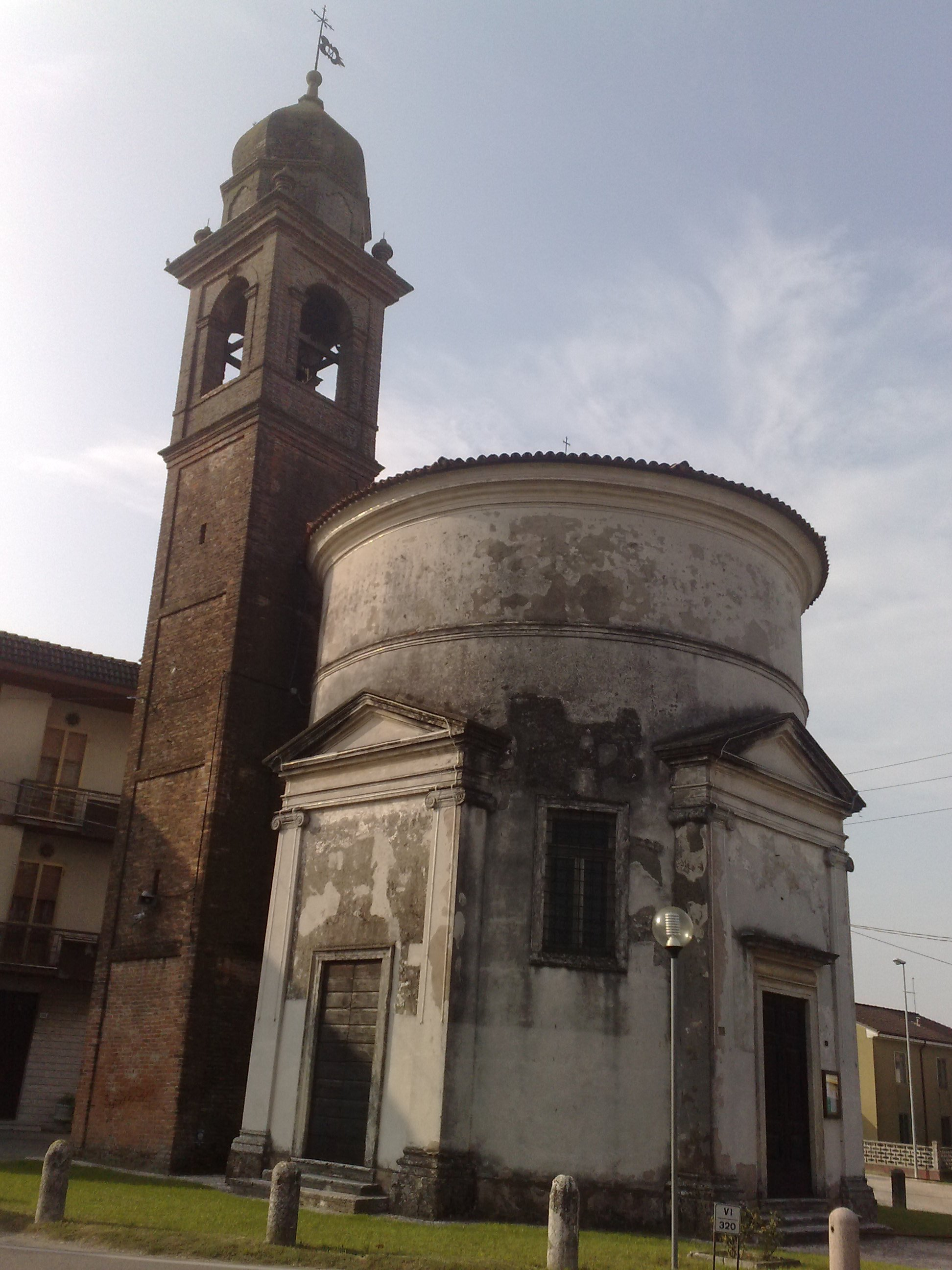
Chiesa della Rotonda

- Chiesa parrocchiale di San Giorgio Martire - XIX secolo

Sui resti di una cappella venne costruita la chiesa parrocchiale che fu terminata nel 1835, su progetto del veronese Giovanni Canella (Palazzo Massarani di Mantova e Villa Nievo di Rodigo in provincia di Mantova). Venne benedetta nel 1826 e consacrata il 3 maggio 1835. Il pittore Miolato, 1925-29, (suo anche l'affresco dell'Assunzione al Cielo della Vergine nella chiesa di Villa d'Adige in provincia di Verona) ha affrescato l'interno con 14 quadri della Via Crucis, l'Ultima Cena e la Moltiplicazione dei pani ai lati dell'altare maggiore ed il Martirio di san Giorgio (patrono del paese) nel catino dell'abside e la stessa volta dell'abside. La Risurrezione del Cristo è del pittore Agostino Pegrassi come pure i disegni delle vetrate delle finestre.

Chiesa parrocchiale di San Giorgio Martire

### Architetture civili

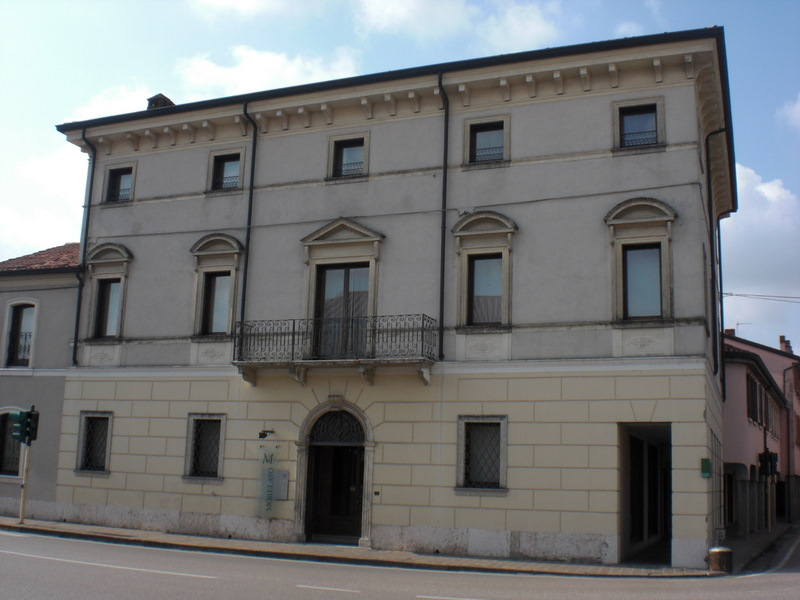
Palazzo Taidelli

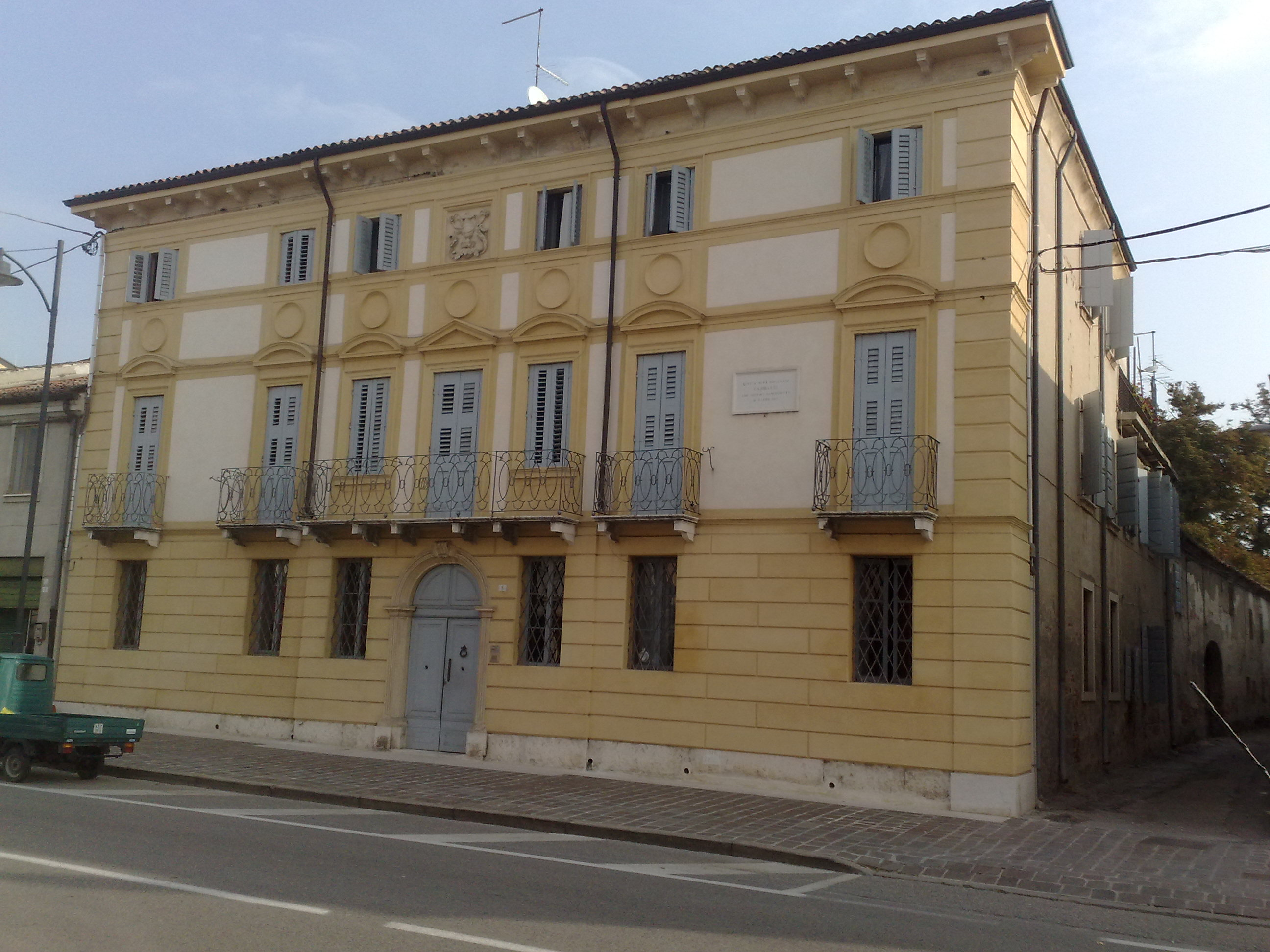
Palazzo Betti

- Palazzo "la Rangona" - XVI secolo
- Palazzo Betti - XVIII secolo
- Palazzo Taidelli - XVIII secolo

### Architetture militari
- Castello medievale - XIV secolo

Situato nel cuore del paese, la sua mole richiama le memorie di avvenimenti storici, che dal Medioevo lo vedono protagonista fino al XIX secolo. Innalzato per volere degli Scaligeri nel XIV secolo, il maniero fu donato al luogotenente Jacopo Dal Verme, che lo passò al figlio Luigi Dal Verme. Se si esclude la torre sud-ovest di proprietà privata (Zuppini), il complesso ospita gli uffici comunali, le sedi di associazioni locali, il teatro Gaetano Zinetti integralmente rinnovato nel 2009.

## Società

### Evoluzione demografica
Abitanti censiti

## Cultura

### Eventi
- Concorso Internazionale di Musica da Camera Gaetano Zinetti

Ultima Settimana di maggio. È un premio internazionale che si svolge dal 1994
- Concorso Nazionale di Narrativa per Ragazzi Premio Castello

Ultima settimana di ottobre. Nato nel 1948 e decisamente rilanciato nel 1951 per volontà di Giulietto Accordi, valente pittore, sindaco del paese dal 1960 al 1975, il nuovo premio Castello viene ricreato e ideato da Giulio Nascimbeni, giornalista e scrittore , che lo indirizza in una nuova veste dedicata alla narrativa per ragazzi . Tra i vincitori si annovera anche Luciano Rispoli. Nel 2008 il premio è stato intitolato al giornalista Giulio Nascimbeni, originario di Sanguinetto.
- Rassegna Internazionale di Canti Popolari

Ogni anno, ai primi di luglio, il locale Coro El Castel presenta cori italiani e stranieri nella cornice del castello medievale.
- Premio Giulietto Accordi

Dal 2011, oggi Concorso Nazionale di Pittura.

## Economia
Sanguinetto è attualmente un importante centro di produzione del mobile d'arte.
Buona la produzione di cereali e tabacco. Vi ha sede inoltre lo stabilimento di un'importante multinazionale alimentare.

## Infrastrutture e trasporti
Sanguinetto sorge lungo la ex SS10, che lo connette a ovest con Mantova e a est con il padovano.
È dotato anche di una propria stazione ferroviaria, sulla linea Mantova-Monselice.

## Amministrazione
| Periodo     | Periodo     | Primo cittadino      | Partito                                                         | Carica  | Note   |
| ----------- | ----------- | -------------------- | --------------------------------------------------------------- | ------- | ------ |
| 1945        | 1946        | Guido Dionisi        |                                                                 | Sindaco |        |
| 1946        | 1948        | Eugenio Galetto      |                                                                 | Sindaco |        |
| 1948        | 1948        | Pierpaolo Favalli    |                                                                 | Sindaco |        |
| 1948        | 1948        | Arturo Bruno         |                                                                 | Sindaco |        |
| 1948        | 1952        | Sante Zuppini        |                                                                 | Sindaco |        |
| 1952        | 1954        | Primo Luccati        |                                                                 | Sindaco |        |
| 1954        | 1956        | Marino Paladini      |                                                                 | Sindaco |        |
| 1956        | 1958        | Raffaello Fantoni    |                                                                 | Sindaco |        |
| 1958        | 1960        | Bruno Priuli         |                                                                 | Sindaco |        |
| 1960        | 1975        | Giulietto Accordi    | Lista civica                                                    | Sindaco |        |
| 1975        | 1985        | Giuseppe Vaccari     |                                                                 | Sindaco |        |
| giugno 1985 | maggio 1990 | Giuliano Accordi     | Democrazia Cristiana                                            | Sindaco | [ 11 ] |
| maggio 1990 | aprile 1995 | Renzo Mario Lanza    | Democrazia Cristiana                                            | Sindaco | [ 12 ] |
| aprile 1995 | giugno 1999 | Renzo Mario Lanza    | Lista civica                                                    | Sindaco | [ 13 ] |
| giugno 1999 | giugno 2004 | Mario Sante Mattioli | Lista civica                                                    | Sindaco | [ 14 ] |
| giugno 2004 | giugno 2009 | Mario Sante Mattioli | Lista civica                                                    | Sindaco | [ 15 ] |
| giugno 2009 | maggio 2014 | Alessandro Braga     | LN, eletto con lista "Lega Nord - Obiettivo Futuro"             | Sindaco | [ 16 ] |
| maggio 2014 | maggio 2019 | Alessandro Braga     | LN, eletto con lista "Lega Nord - Sanguinetto Venera con Braga" | Sindaco | [ 17 ] |
| maggio 2019 | in carica   | Daniele Fraccaroli   | Lista civica "Sanguinaletto Domani"                             | Sindaco | [ 18 ] |

## Citazioni letterarie
Il commediografo Carlo Goldoni si ispirò al feudo di Sanguinetto per l'ambientazione della commedia Il feudatario del 1752.